# José María Hernández Garnica
José María Hernández Garnica (Madrid, 17 de noviembre de 1913-Barcelona, 7 de diciembre de 1972) fue doctor Ingeniero de Minas, doctor en Ciencias Naturales y doctor en Teología, y sacerdote del Opus Dei desde 1944.

## Reseña biográfica
Nació en Madrid el 17 de noviembre de 1913. Estudió en la Escuela Técnica Superior de Ingenieros de Minas de Madrid y obtuvo el doctorado en la Universidad de Madrid. Trabajó unos años en la empresa Electra, de distribución de energía eléctrica a la ciudad de Madrid.
En 1935 pidió la Admisión en el Opus Dei.
Durante la guerra civil española estuvo preso en la Cárcel Modelo de Madrid, acusado de desafección al régimen y condenado a muerte por un tribunal popular. De allí fue trasladado a la cárcel de san Antón. El 27 de noviembre de 1936, cuando van a ejecutarlo, alguien dijo que quedaba a cargo del Presidente del Tribunal de represión del fascismo. Ese Tribunal lo juzga y condena a ocho meses de cárcel por desafección al régimen, que cumple en el Penal de San Miguel de los Reyes y en la Cárcel Modelo de Valencia. 
Fue ordenado sacerdote el 25 de junio de 1944, junto con Álvaro del Portillo y José Luis Múzquiz de Miguel, también ingenieros: fueron los tres primeros miembros del Opus Dei ordenados sacerdotes (a excepción del fundador san Josemaría Escrivá de Balaguer). Continuó sus estudios para obtener dos doctorados adicionales: en Ciencias Naturales por la Universidad de Madrid, y en Teología por la Pontificia Universidad Lateranense, en Roma.
Después de su ordenación, Josemaría Escrivá de Balaguer le encargó impulsar la labor apostólica del Opus Dei especialmente entre las mujeres, en España. Desde 1957 ejerció su labor sacerdotal en países europeos en los que comenzaba la labor apostólica del Opus Dei: Inglaterra, Irlanda, Francia, Austria, Alemania, Suiza, Bélgica y Holanda.
Murió en Barcelona el 7 de diciembre de 1972.

## Proceso de beatificación
La fase local del proceso de beatificación se desarrolló en Madrid entre el 28 de febrero de 2005, y el 17 de marzo de 2009. El Decreto de validez se otorgó el 19 de marzo de 2010. Se está elaborando la Positio sobre su vida y virtudes.
El 11 de noviembre de 2011, sus restos mortales fueron trasladados —con la aprobación de la Congregación para las Causas de los Santos, y del Cardenal Arzobispo de Barcelona—, a la capilla del Santísimo de la Iglesia de Montalegre (Barcelona).